# Stanislaus A. Blejwas
Stanislaus Andrew Blejwas (ur. 5 października 1941 w Nowym Jorku, zm. 23 września 2001 w Canton w USA) – historyk i działacz Polonii amerykańskiej.

## Życiorys
Pochodził z rodziny imigrantów polskich w trzecim pokoleniu. Doktoryzował się w 1973 r. na Columbia University z historii Polski i krajów Europy Wschodniej. Wykładał historię Europy Wschodniej, stosunków polsko-amerykańskich i polsko-żydowskich na Central Connecticut State University. Od 1997 roku kierował utworzoną wówczas katedrą historii Polski i Polonii. Był autorem wielu studiów w periodykach i pracach zbiorowych, członkiem redakcji czasopism: „Polin” oraz „Polish American Studies”. Kilkakrotnie przebywał jako badacz w Polsce.
Działał na rzecz zbliżenia między Polonią i krajem, Polakami i Żydami, Polską i USA. Był aktywny w Kongresie Polonii Amerykańskiej, zerwał z nim kontakty w 1996 r., protestując przeciwko antysemickim akcentom w jego działalności. W 1994 roku został z nominacji prezydenta USA członkiem Amerykańskiej Rady Holocaust Memorial. Był prezesem Rady Stosunków Polsko-Żydowskich.
W 1996 r. udekorowany przez prezydenta RP Krzyżem Oficerskim Orderu Zasługi Rzeczypospolitej Polskiej i w 2000 przez ministra spraw zagranicznych dyplomem za promocję polskiej kultury za granicą.

## Wybrane publikacje
- Warsaw positivism 1864-1890: organic work as an expression of national survival in nineteenth-century Poland, New York: Columbia University 1973.
- A Polish community in transition: the origins and evolution of Holy Cross Parish, New Britain, Connecticut, Chicago: Polish American Historical Association 1978.
- Realism in Polish politics: Warsaw positivism and national survival in nineteenth century Poland, New Haven: Yale Concilium on International and Area Studies, Columbus, Ohio: distr. by Slavica Publishers 1984.
- (redakcja) „Perspectives in Polish history”, ed. by Stanislaus A. Blejwas, New Britain, CT: Polish Studies Program Central Connecticut State University 1996.
- (współautor) Strajk dzieci wrzesińskich z perspektywy wieku: opracowanie zbiorowe, pod red. Stanisława Sierpowskiego, Poznań: Bogucki Wyd. Naukowe -Września: Urząd Miasta i Gminy 2001.
- The Polish singers alliance of America, 1988-1998 : choral patriotism, forew. M.B.B. Biskupski, Rochester, NY: University of Rochester Press 2005.